# Volleyball-Europapokal der Pokalsieger 1981/82 (Frauen)
Der Europapokal der Pokalsieger der Frauen 1981/82 war die 10. Auflage des Wettbewerbes, an der 16 Volleyball-Vereinsmannschaften aus 16 Ländern teilnahmen. Mit ZSKA Sofia gewann zum ersten Mal eine Mannschaft aus Bulgarien den Europapokal der Pokalsieger.

## Teilnehmer
| Belgien - Davozon Zonhoven Bulgarien - ZSKA Sofia BR Deutschland - TG 1862 Rüsselsheim Frankreich - Paris Université Club Griechenland - Panathinaikos Athen Italien - Nelsen Reggio Emilia | Jugoslawien - Roter Stern Belgrad Niederlande - Starlift Voorburg Österreich - Post SV Wien Portugal - FC Porto Rumänien - Farul Constanța | Schweiz - Lausanne UC Sowjetunion - Dynamo Moskau Spanien - Club Voleibol Sant Cugat Tschechoslowakei - Slávia UK Bratislava Ungarn - Vasas Budapest |

## Modus
Im Achtel- und Viertelfinale spielten die Mannschaften im K.-o.-System. In beiden Runden gab es Hin- und Rückspiele. Nach dem Viertelfinale ermittelten dann die letzten vier Mannschaften in einem Finalrunden-Turnier den Europapokalsieger.

## Achtelfinale
|                       | Gesamt |                          | Hinspiel | Rückspiel |
| --------------------- | ------ | ------------------------ | -------- | --------- |
| Farul Constanța       | 3:4    | Slávia UK Bratislava     | 3:1      | 0:3       |
| Paris Université Club | 6:1    | Panathinaikos Athen      | 3:1      | 3:0       |
| Dynamo Moskau         | 6:1    | Vasas Budapest           | 3:0      | 3:1       |
| TG 1862 Rüsselsheim   | 6:0    | Davozon Zonhoven         | 3:0      | 3:0       |
| Starlift Voorburg     | 6:0    | FC Porto                 | 3:0      | 3:0       |
| Lausanne UC           | 6:0    | Club Voleibol Sant Cugat | 3:0      | 3:0       |
| Post SV Wien          | 0:6    | Roter Stern Belgrad      | 0:3      | 0:3       |
| ZSKA Sofia            | 6:0    | Nelsen Reggio Emilia     | 3:0      | 3:0       |

## Viertelfinale
|                      | Gesamt |                       | Hinspiel | Rückspiel |
| -------------------- | ------ | --------------------- | -------- | --------- |
| Dynamo Moskau        | 6:1    | Roter Stern Belgrad   | 3:1      | 3:0       |
| TG 1862 Rüsselsheim  | 3:5    | Starlift Voorburg     | 3:2      | 0:3       |
| ZSKA Sofia           | 6:0    | Lausanne UC           | 3:0      | 3:0       |
| Slávia UK Bratislava | 6:0    | Paris Université Club | 3:0      | 3:0       |

## Finalrunde
Die Finalrunde fand vom 12. bis 14. Februar in der türkischen Stadt Izmir statt.

### Spiele
| Datum           |                      | Ergebnis |                      |
| --------------- | -------------------- | -------- | -------------------- |
| Fr .12. Februar | Dynamo Moskau        | 3:0      | Starlift Voorburg    |
| Fr .12. Februar | ZSKA Sofia           | 3:2      | Slávia UK Bratislava |
| Sa 13. Februar  | ZSKA Sofia           | 3:1      | Starlift Voorburg    |
| Sa 13. Februar  | Dynamo Moskau        | 3:1      | Slávia UK Bratislava |
| So 14. Februar  | Slávia UK Bratislava | 3:0      | Starlift Voorburg    |
| So 14. Februar  | ZSKA Sofia           | 3:1      | Dynamo Moskau        |

### Abschlusstabelle
| Pl. | Verein               | S | N | Sätze | Punkte |
| --- | -------------------- | - | - | ----- | ------ |
| 1   | ZSKA Sofia           | 3 | – | 9:4   | 6      |
| 2   | Dynamo Moskau        | 2 | 1 | 7:4   | 5      |
| 3   | Slávia UK Bratislava | 1 | 2 | 6:6   | 4      |
| 4   | Starlift Voorburg    | – | 3 | 1:9   | 3      |

 Europapokalsieger